# Carltons (warenhuis)
Carlton's Ltd is een voormalig warenhuis in Bridlington in het Engelse graafschap Yorkshire. De onderneming was actief van 1918 tot 1968.

## Geschiedenis
In 1911, na de dood van Norman Jones, werd de winkel Norman Jones & Co, overgenomen door R.H. Carlton, die tot dan directeur was bij meubelmaker Maw, Till Kirke & Co in Hull. Zijn zoon John, die in Londen opgeleid werd voor het verkoopvak, nam de leiding van de winkel op zich. De onderneming werd als een partnerschap tussen vader en zoon verder gevoerd onder de naam Norman Jones & Co.
Tijdens de Eerste Wereldoorlog ging John het leger in en trad zijn zus Miriam toe tot het bedrijf. Met de hulp van Fred Ellis en onder toezicht van Carlton sr. werd het bedrijf succesvol voortgezet tot de terugkeer van John in 1919. In 1918 was het bedrijf intussen omgezet in een Limited en was de naam gewijzigd in Carlton's Limited.
De winkel groeide uit en in 1911 waren vier panden in King Street en twee in Chapel Street (nr. 6 en 8) in gebruik. Daarnaast waren er nog twee separate winkels in King Street (nr. 17 en 19) in gebruik, die nog in gebruik waren genomen door Norman Jones. Er werden al snel doorgangen gemaakt van de hoofdwinkel naar de separate winkels en kort daarna werd een dubbel pand aan Chapel Street, dat grensde aan 15-17 King Street verworven. Een paar jaar later kwam 11 King Street vrij en dit pand werd toegevoegd aan het warenhuis. In 1921 werd 12 Chapel Street toegevoegd aan het warenhuis nadat het huurcontract van een winkel verlopen was. In dit pand werd een meubel en stofferingsafdeling ondergebracht.
In de jaren 1920 werden er voortdurend kleine veranderingen aangebracht, maar deze bleken niet voldoende voor de expansieplannen van de onderneming. Dit leidde tot structurele veranderingen, waarbij een groot aantal binnenmuren werden verwijderd. In 1939 wilde men een grote verbouwing uitvoeren, maar door het uitbreken van de Tweede Wereldoorlog werden de plannen niet uitgevoerd. Tijdens twee luchtaanvallen in 1941 raakten de ramen beschadigd toen bommen op het station Yard en op Allerstons in Manor Street vielen. Tijdens de oorlog was er weinig structurele schade aangericht aan de winkel en werden de grote ramen vervangen. De vooroorlogse plannen konden niet worden uitgevoerd vanwege een beperking op het gebruik van bouwmaterialen. Later werden de plannen uitgesteld omdat John Carlton artrose had.
In 1945 overleed R.H. Carlton op 93-jarige leeftijd. Nadat Philip Carlton een aantal jaren ervaring had opgedaan bij andere bedrijven in Nottingham, Richmond, Surrey en Londen trad hij 1951 toe tot Carlton's Ltd. In 1968 werd het bedrijf verkocht aan Hammonds Ltd. uit Hull, die de winkel een jaar later sloopte om plaats te maken voor een nieuwbouw van vier verdiepingen.